# Benjamin Gwinn Harris

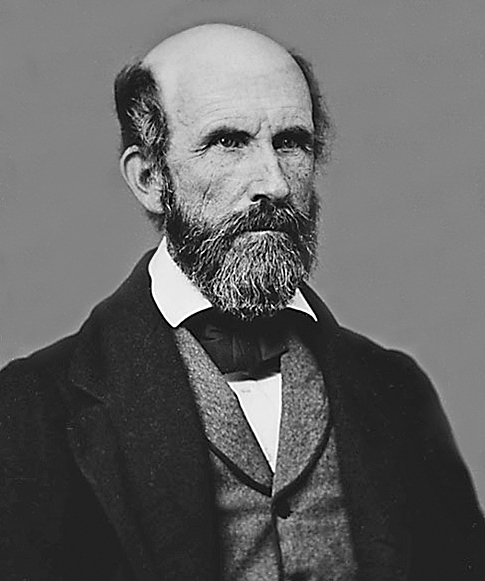
Benjamin Gwinn Harris

Benjamin Gwinn Harris (* 13. Dezember 1805 bei Leonardtown, Saint Mary’s County, Maryland; † 4. April 1895 ebenda) war ein US-amerikanischer Politiker. Zwischen 1863 und 1867 vertrat er den Bundesstaat Maryland im US-Repräsentantenhaus.

## Werdegang
Benjamin Harris besuchte das Yale College. Nach einem anschließenden Jurastudium an der Cambridge Law School in Massachusetts und seiner 1840 erfolgten Zulassung als Rechtsanwalt begann er in diesem Beruf zu arbeiten. Gleichzeitig schlug er als Mitglied der Demokratischen Partei eine politische Laufbahn ein. In den Jahren 1833 und 1836 saß er im Abgeordnetenhaus von Maryland. Bei den Kongresswahlen des Jahres 1862 wurde er im fünften Wahlbezirk von Maryland in das US-Repräsentantenhaus in Washington, D.C. gewählt, wo er am 4. März 1863 die Nachfolge von Francis Thomas antrat. Nach einer Wiederwahl konnte er bis zum 3. März 1867 zwei Legislaturperioden im Kongress absolvieren.
Harris war zwar gegen die Abspaltung der Südstaaten gewesen, galt aber als heimlicher Anhänger oder zumindest als Sympathisant der Konföderation. Am 9. April 1864 wurde er vom US-Repräsentantenhaus wegen verräterischer Aktionen getadelt. Im Mai 1865 kam es sogar zu einer Kriegsgerichtsverhandlung gegen ihn, weil er zwei konföderierte Soldaten versteckt hatte. Dabei wurde er zu drei Jahren Gefängnis verurteilt. Außerdem wurde ihm verboten, jemals wieder ein Staatsamt auszuüben. Präsident Andrew Johnson begnadigte ihn aber umgehend. Somit konnte Harris bis zum Ende der Legislaturperiode am 3. März 1867 im Kongress verbleiben. Seit 1865 war die Arbeit des Kongresses von dem Konflikt zwischen der Republikanischen Partei und Präsident Johnson überschattet, der in einem nur knapp gescheiterten Amtsenthebungsverfahren gipfelte. Harris wurde als Kongressabgeordneter Zeitzeuge dieser Vorgänge.
Nach dem Ende seiner Zeit im US-Repräsentantenhaus zog sich Benjamin Harris aus der Politik zurück. Er starb am 4. April 1895 auf seinem Anwesen Ellenborough nahe Leonardtown, wo er auch beigesetzt wurde.